# Onchogamasus communis
Onchogamasus communis är en spindeldjursart som beskrevs av Womersley 1956. Onchogamasus communis ingår i släktet Onchogamasus och familjen Ologamasidae. Inga underarter finns listade i Catalogue of Life.